# Томас Грімм
Томас Ґрімм (нім. Thomas Grimm; нар. 3 квітня 1959, Люшерц, кантон Берн) — швейцарський юрист, футбольний функціонер і президент УПЛ. З 6 квітня 2018 — президент УПЛ.

## Біографія
У 1987 р. закінчив юридичний факультет Бернського університету.
З 1992 по 1995 рр. працював в УЄФА, очолював юридичний департамент. Також в європейському союзі Томас Грімм входив в різні комітети: займав позицію секретаря Комітету УЄФА по медіа і маркетингу, секретаря юридичного комітету УЄФА, виконавчого секретаря комітету професійного футболу.
З 1996 по 2001 рр. працював юристом компанії CWL Telesport and Marketing AG (нині Infront). Входив до організаційних комітетів хокейних ЧС-1998 і 2001.
З вересня 2002 по грудень 2005 співпрацював з ФІФА. Грімм був секретарем комісії, що відповідала за перегляд статуту ФІФА.
Обіймав посаду президента швейцарського клубу «Янг Бойз» з 2007 по 2009 рр.
У 2009 р. був обраний президентом Швейцарської футбольної ліги.
Член юридичного комітету ФІФА (2009–2011), член комітету УЄФА з трансферів (2009–2010), член комітету УЄФА з клубних змагань (2010–2013), член правління асоціації EPFL (асоціації європейських футбольних ліг), делегат ради директорів ФК «Біль-Б'єн» (Швейцарія) (2012–2013), був заступником голови Палати з вирішень суперечок ФІФА (з 2013).
Юридичний радник штабу збірної України під час Євро-2016, радник з питань проведення фіналу Ліги чемпіонів в Києві Федерації футболу України.